# Церква Іоанна Милостивого (Ніжин)
Церква Іоанна Милостивого — православний храм та пам'ятка архітектури місцевого значення.

## Історія
Спочатку об'єкт було внесено до «списку нововиявлених пам'яток архітектури» під назвою «Церква Іоанна Милостивого».
Наказом Міністерства культури і туризму від 21.12.2012 № 1566 надано статус «пам'ятник архітектури» місцевого значення з охоронним № 10064-Чр під назвою «Церква Іоанна Милостивого».

## Опис
Церква Іоанна Милостивого була побудована в 1780 році (за іншими даними в 1850 році) на околиці міста в історичній місцевості Обжарівщина на Іоанно-Богословському (Іоанна-Милостивському) кладовищі, яке виникло в 1732 році. У XVIII столітті на міці дерев'яної було побудовано кам'яну церкву.
Кам'яна, оштукатурена, пятидольная (п'ятизрубна), хрестоподібна у плані церква, подовжена по осі захід — схід. З півночі та півдня до кубічного основного обсягу прилягають прямокутні в плані приділ. Апсида прямокутна. Вінчає однозаломний (одноуступний) купол з глухим ліхтариком і головкою на восьмигранному (вісімок) світловому барабані. Із заходу примикає дзвіниця — четверик на четверику, увінчаний однозаломним куполом із глухим ліхтариком та головкою. Ярус дзвонів дзвіниці з арочними отворами. Має три входи — західний з боку дзвіниці, два з боку північного та південного межі.